# أخدرية بروقية
أخدرية بروقية (الاسم العلمي: Oenothera verrucosa) هو نوع نباتي يتبع جنس الأخدرية من الفصيلة الأخدرية.